# ジャン・マリッツ

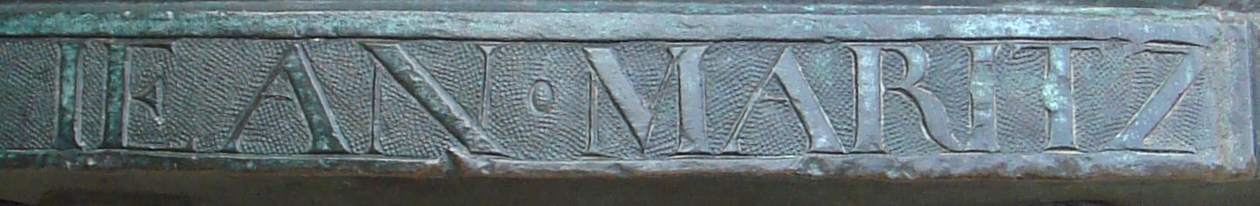
1745年に製造された大砲「Uranie」に刻まれたジャン・マリッツの息子であるジャン・マリッツ II世の署名

ジャン・マリッツまたはヨハン・マリッツ （Jean Maritz、Johann Maritz、1680年 – 1743年）は、スイスのベルン州ブルグドルフ生まれの発明家。フランスに移住し、ストラスブールで王立鋳造所の長官となり、大砲製造のための垂直型ドリル装置、水平型ドリル装置を発明した。彼の発明により、18世紀の大砲製造に革命を起こし、ド・ヴァリエール・システムの主たる要素とった。また後のグリボーバル・システムの開発にも貢献した。

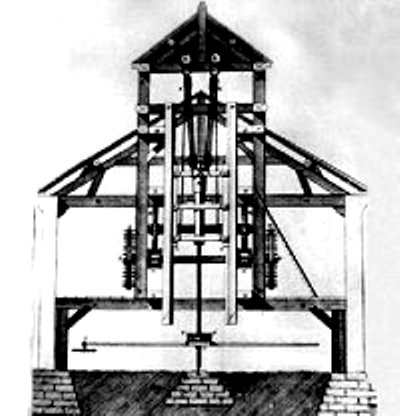
垂直型ドリルによる大砲内腔の切削

マリッツは1713年に、まず垂直型ドリル装置を発明した。しかしながら、回転するドリルの上に大砲が少しずつ下がってくる垂直型ドリルは非常にデリケートで、作業時間がかかり、また不正確であった。

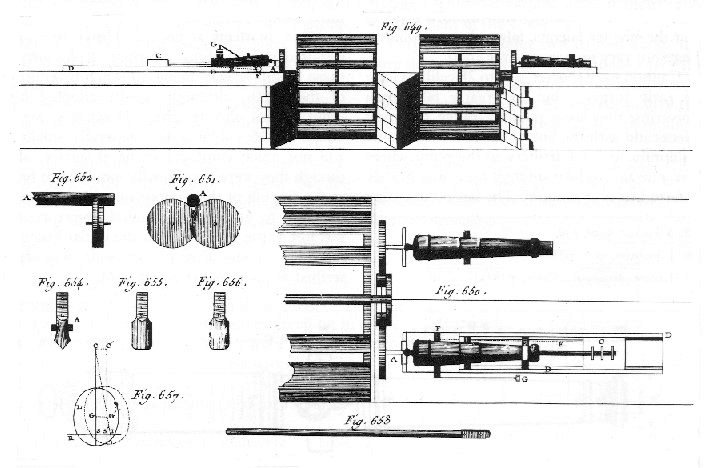
水平型ドリル装置。18世紀フランスに百科事典より

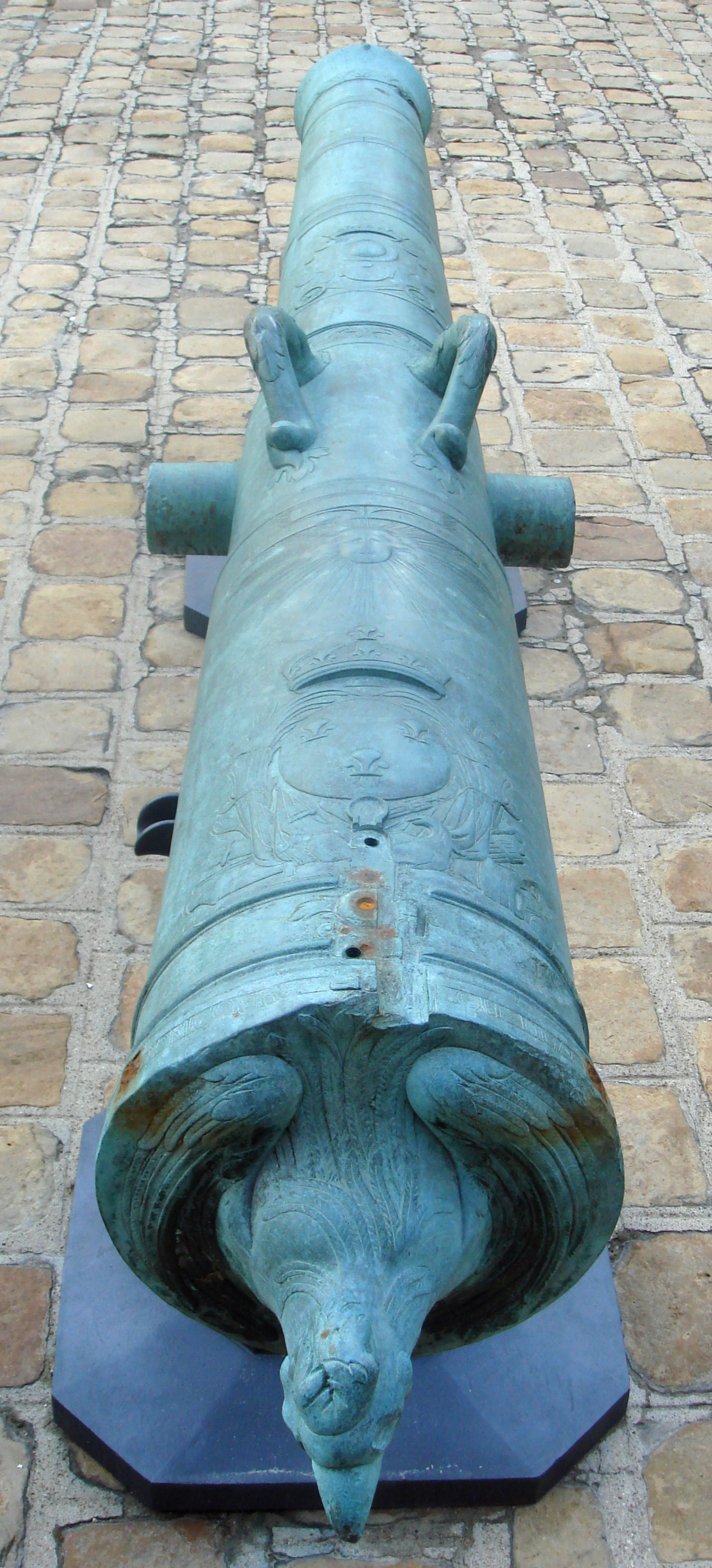
ド・ヴァリエール12ポンド砲、1736年にマリッツが製造

続いて、1734年頃には水平型ドリル装置を開発した。水平型ドリル方式は、現在の旋盤と似た形式であり、銃砲身自体が回転しドリルは固定されていた。
これらの装置は、鋳造された砲身にを切除して、砲腔を作成した。
従来、大砲を鋳造する際には、砲腔に相当する部分も粘土で作成し、その周囲に青銅を流しこんでいたが、この方法は不正確で、砲腔が中心からずれることもあった。このため大砲の性能も低かった。新方式は大砲の製造を大きく変えることになった。

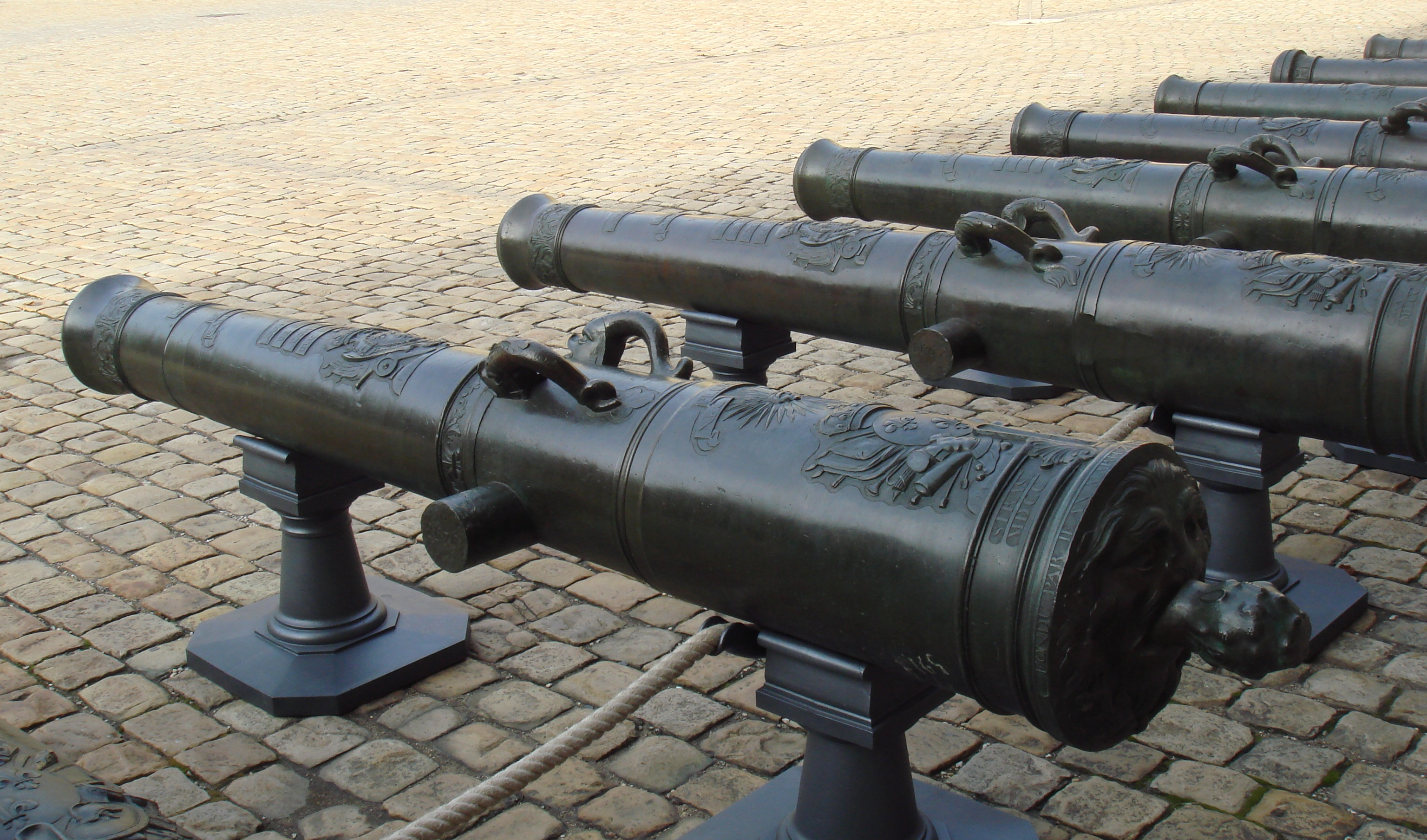
マリッツ24ポンド砲

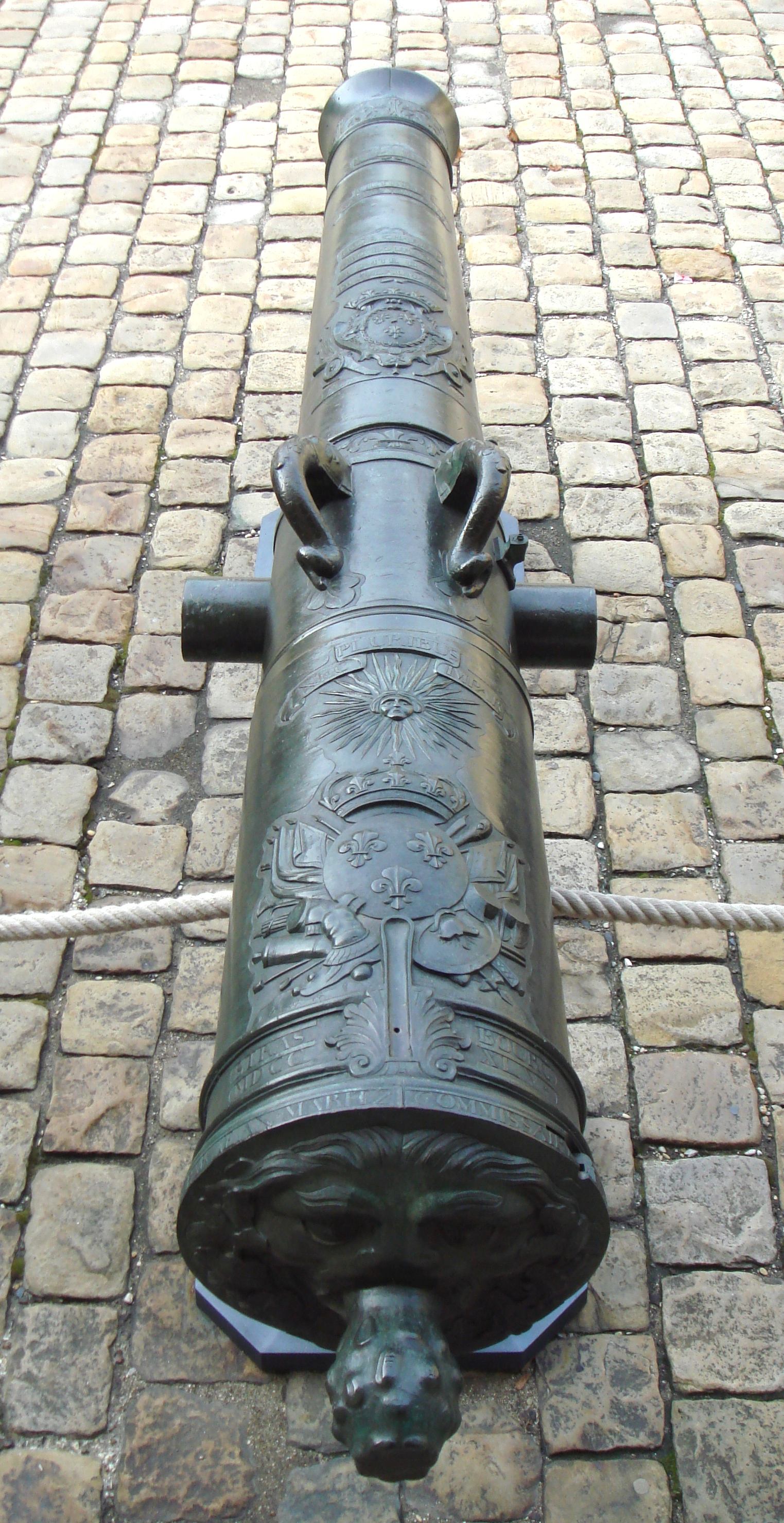
マリッツ24ポンド砲「Uranie」。尾栓にマリッツの署名がある。1745年ストラスブールで製造

マリッツの発明により、砲腔は完全に真っ直ぐになり、また口径を砲弾直径と正確に一致させることができたため発射時のガス漏れがなく、効率が圧倒的に向上した。
父と同じ名前のマリッツの息子も、父と共にこの方式の開発に携わり、1755年に大砲製造工場の監察長官となった。
マリッツの方式は、グリボーバル砲開発の中心技術となった。

## 参考資料
- André Corvisier: A Dictionary of Military History and the Art of War, Wiley-Blackwell; Revised & Enlarged edition (September 28, 1994). ISBN 978-0631168485
- Vannoccio Biringuccio: The Pirotechnia of Vannoccio Biringuccio, Basic Books (March 2, 1959). ISBN 978-0465057634
- Ian McNeil: An Encyclopaedia of the History of Technology, Routledge; New edition edition (August 14, 1996). ISBN 978-0415147927
- James S. Pritchard: Louis Xv's Navy, 1748-1762, McGill-Queen's University Press (August 1, 1987). ISBN 978-0773505704
- William Weir: 50 Military Leaders Who Changed the World, Pentagon Press (November 30, 2007). ISBN 978-8182743137
- Charles Foulkes:The gun-founders of England, Arms and Armour Press (1969). ASIN B000PIQTC0
- René Chartrand, Ray Hutchins: Napoleon's Guns, 1792-1815 (1): Field Artillery , Osprey Publishing (February 19, 2003). ISBN 978-1841764580